# 크리스틴 릴리
크리스틴 마리 릴리(영어: Kristine Marie Lilly, 1971년 7월 22일 ~ )는 미국의 전직 여자 축구 선수로 포지션은 공격수였으며 현재까지 남녀 대표팀을 통틀어 역대 국제 A매치 최다 출전 기록을 보유하고 있다.

## 경력

### 초반과 대학 시절
코네티컷주 윌턴(Wilton)에서 태어나면서 성장했고 1989년 노스캐롤라이나 대학교 채플힐에 입학했다. 대학 재학 시절이던 1991년 미국 대학 축구에서 1년간 가장 좋은 활약을 펼친 선수에게 수여되는 상인 허먼 트로피(Hermann Trophy)를 수상했고 1992년 대학을 졸업했다.

### 클럽
1994년 스웨덴의 여자 축구 클럽인 튀레쇠 FF(Tyresö FF)에 입단한 이래 미국의 워싱턴 워트호그스(Washington Warthogs, 1995년)와 델라웨어 지니스(Delaware Genies, 1998년), 보스턴 브레이커스(Boston Breakers, 2001년~2003년), 스웨덴의 KIF 외레브로(KIF Örebro DFF, 2005년) 소속으로 뛰었고 2009년 미국 여자 프로 축구 소속 클럽인 보스턴 브레이커스로 복귀했다. 2011년 현역 은퇴를 선언했다.

### 국가대표
1987년 미국 여자 축구 대표팀에 데뷔한 이래 남녀 축구 선수를 모두 포함해서 세계에서 가장 많은 국가대표팀 경기 출전 기록을 수립했다. 1998년 노르웨이의 헤이디 스퇴레(Heidi Støre) 선수가 보유하고 있던 여자 축구 대표팀 경기 최다 출전 기록인 151경기 출전 기록을 갱신했으며 남자 축구 선수가 세웠던 남자 축구 대표팀 경기 최다 출전 기록도 갱신했다. 2006년 1월 18일에 열린 노르웨이와의 경기에 출전하면서 여자 축구 대표팀 300경기 출전 기록을 수립했다. 또한 이 경기에서 자신의 105번째 대표팀 득점을 기록하면서 미셸 에이커스가 세웠던 대표팀 통산 득점 수(105득점)와 동률을 기록했다.
1991년 FIFA 여자 월드컵과 1995년 FIFA 여자 월드컵, 1999년 FIFA 여자 월드컵, 2003년 FIFA 여자 월드컵, 2007년 FIFA 여자 월드컵에서 미국 대표로 출전했으며 미국의 FIFA 여자 월드컵 2회 우승(1991년, 1999년)에 공헌했다. 2007년 9월 11일에 열린 북한과의 FIFA 여자 월드컵 조별 예선 경기에 선발 출전하면서 FIFA 여자 월드컵 본선에 5차례나 출전한 최초의 여자 축구 선수가 되었고 9월 22일에 열린 잉글랜드와의 8강전 경기에서 득점을 기록하면서 FIFA 여자 월드컵 최고령 득점 기록도 수립했다.
1996년 애틀랜타 하계 올림픽과 2004년 아테네 하계 올림픽에서 미국의 여자 축구 금메달 수상에 공헌했고 2000년 시드니 하계 올림픽에서 미국의 여자 축구 은메달 수상에 공헌했다. 2008년 베이징 하계 올림픽은 올림픽 개막 이전에 있었던 출산 때문에 참가하지 않았다. 2008년 12월에 대표팀에 복귀했고 2010년 11월 5일 대표팀에서 은퇴했다.

## 사생활
코네티컷 대학교 재학 시절 하키 겸 골프 선수로 이름을 떨쳤던 소방관인 데이비드 헤비(David Heavey)와 결혼했으며 슬하에 2녀(첫째 딸 시드니 마리 헤비(Sidney Marie Heavey, 2008년 7월 22일 출생), 둘째 딸 조던 메리 헤비(Jordan Mary Heavey, 2011년 9월 2일 출생)를 두고 있다.

## 수상
| 연도 | 팀                           | 우승/메달                               |
| ---- | ---------------------------- | --------------------------------------- |
| 1989 | 노스캐롤라이나 대학교 채플힐 | 전미 여자 대학 축구 선수권 대회 우승    |
| 1990 | 노스캐롤라이나 대학교 채플힐 | 전미 여자 대학 축구 선수권 대회 우승    |
| 1991 | 미국 여자 축구 국가대표팀    | 1991년 FIFA 여자 월드컵 우승            |
| 1991 | 노스캐롤라이나 대학교 채플힐 | 전미 여자 대학 축구 선수권 대회 우승    |
| 1992 | 노스캐롤라이나 대학교 채플힐 | 전미 여자 대학 축구 선수권 대회 우승    |
| 1995 | 미국 여자 축구 국가대표팀    | 1995년 FIFA 여자 월드컵 3위             |
| 1996 | 미국 여자 축구 국가대표팀    | 1996년 애틀랜타 올림픽 여자 축구 금메달 |
| 1999 | 미국 여자 축구 국가대표팀    | 1999년 FIFA 여자 월드컵 우승            |
| 2000 | 미국 여자 축구 국가대표팀    | 2000년 시드니 올림픽 여자 축구 은메달   |
| 2003 | 미국 여자 축구 국가대표팀    | 2003년 FIFA 여자 월드컵 3위             |
| 2004 | 미국 여자 축구 국가대표팀    | 2004년 아테네 올림픽 여자 축구 금메달   |
| 2007 | 미국 여자 축구 국가대표팀    | 2007년 FIFA 여자 월드컵 3위             |

## 같이 보기
- 올림픽 축구 메달리스트 목록